# NWA North American Tag Team Championship
Con NWA North American Tag Team Championship si intendono una serie di titoli di wrestling che sono stati promossi per con lo stesso nome, utilizzati da diverse federazioni affiliate alla National Wrestling Alliance (NWA) a partire dal 1963. Nel corso degli anni la NWA ha riconosciuto un totale di 6 titoli con questo nome.

## Storia
Così come accaduto per il NWA World Tag Team Championship, la NWA lasciò i singoli territori di promuovere i propri detentori dei titoli nordamericani per la categoria tag team.
Il primo territorio ad utilizzare questa denominazione fu quello di Amarillo, che a partire dal 1963 iniziò a promuovere Tokyo Tom e Sputnik Monroe, fino ad allora detentori del NWA Southwest States Tag Team Title, come campioni nordamericani, dando di fatto vita alla prima versione di questo titolo. Questa durò fino al 1967, quando fu unificata all'interno della versione locale del NWA World Tag Team Championship, già attiva nel territorio a partire dal 1955.
Pochi mesi dopo Amarillo, anche gli stati centrali iniziarono a promuovere una loro versione del titolo, incoronando come campioni inaugurali Pat O'Connor e Sonny Myers, vincitori di un torneo. Anche in questo caso il titolo fu unificato nella versione locale del NWA World Tag Team Championship all'inizio del 1973.
Per un breve periodo, nel corso del 1965, anche il territorio dello Utah adottò una sua versione del titolo, ma questo fu abbandonato nel giro di pochi mesi.
Il territorio di Los Angeles, in collaborazione con la federazione giapponese New Japan Pro-Wrestling (che a quei tempi era di fatto un territorio NWA), creò una sua versione del titolo nel 1973, promuovendola principalmente oltreoceano fino al 1981.
Un'ultima versione locale del titolo fu promossa in Florida a partire dal 1981, quando gli Assassins vennero annunciati come detentori al loro arrivo nel territorio. Questa fu disattivata nel 1982, venendo sostituita dal NWA Global Tag Team Championship, antenato di quello che poi divenne il WCW United States Tag Team Championship.
In seguito alla diaspora della WCW nel 1994, la NWA decise di adottare un titolo unico con questo nome per tutti i suoi territori, allo stesso modo del titolo mondiale di categoria. Il MCW North American Tag Team Championship, promosso dalla Music City Wrestling,  venne prima adottato ufficiosamente come titolo, venendo rinominato nel 1998 come NWA North American Tag Team Championship. Questo titolo fu disattivato nel 2015, quando la Main Event Pro Wrestling, federazione di appartenenza degli allora detentori Teddy Hart e Byron Wilcott, terminò la sua affiliazione con la NWA, riconoscendo i due come detentori del MEPW Tag Team Championship.

## Versioni del titolo
| Data creazione | Data cessazione | Territorio     | Modalità di termine                                                 |
| -------------- | --------------- | -------------- | ------------------------------------------------------------------- |
| 1963           | 1967            | Amarillo       | Unificato nella versione locale del NWA World Tag Team Championship |
| 1963           | 1973            | Stati centrali | Unificato nella versione locale del NWA World Tag Team Championship |
| 1965           | 1965            | Utah           | Chiusura del territorio                                             |
| 1973           | 1981            | Los Angeles    | Disattivata dalla New Japan Pro-Wrestling                           |
| 1981           | 1982            | Florida        | Sostituito dal NWA Global Tag Team Championship                     |
| 1994           | 2017            | Post-1993      | Sostituito dal MEPW Tag Team Championship                           |